# ヨナタン・モッツフェルト
ヨナタン・モッツフェルト（グリーンランド語: Jonathan Motzfeldt、1938年9月25日 - 2010年10月28日）は、グリーンランドの政治家、初・3代首相。
アルコール依存症や性的暴行疑惑など様々なスキャンダルに見舞われ、1991年に一度首相を辞任している。
2010年10月28日、脳出血により死去。72歳没。